# Recuerdos
Recuerdos (Nederland: Herinneringen) is een compositie van William Bolcom. Via de muziek van die Amerikaanse componist is zijn voorliefde voor Amerikaanse dansmuziek bekend; hij is een liefhebber van met name de ragtime. In Recuerdos week Bolcom uit naar muziek uit Zuid-Amerika en de invloed daarvan op de muziek van Noord-Amerika. De deeltjes bevatten elk muziek, die je meer in Brazilië zou verwachten dan bij een componist geboren in Seattle.
Recuerdos bestaat uit:
- Chôro (opgedragen aan Ernesto Nazareth)
- Paseo (opgedragen aan Louis Moreau Gottschalk), een mengeling van Noord- en Zuid-Amerikaanse muziek in New Orleans en omstreken
- Valse Venezolano (opgedragen aan Ramón Delgado Palacios, een volksdans nauw verwant aan de Weense wals, maar dan uit Venezuela met af en toe een typerende 5/4-maatvoering.

Bolcom zette het gehele werk in ongeveer veertien dagen in elkaar; hij zocht afleiding voor het zware werk voor zijn opera McTeague.
De eerste uitvoeringen van dit werk vonden plaats in Miami Florida, een stad waarin de Noord- en Zuid-Amerikaanse invloeden ook gemengd zijn. De uitvoeringen vonden plaats in het kader van competitie voor pianoduo’s, genoemd naar Murray en Loretta Dranoff (een pianistenechtpaar). De wedstrijdorganisatie had om dit werk gevraagd. Daarna vonden nog diverse uitvoeringen plaats. In 2014 vond tijdens een nieuwe versie van diezelfde competitie een heropvoering plaats. 